# Зов предков: Великий Туран
«Зов предков. Великий Туран» — первая часть исторической кинодилогии «Зов предков», совместного производства Узбекистана и Алжира, режиссёра Гияса Шермухамедова. Последняя работа в кино Народного артиста СССР, Героя Социалистического Труда Махмуда Эсамбаева.

## Создание
В 1990-е годы, после распада СССР, киностудия «Узбекфильм» практически бездействовала около 10 лет. Но режиссёр Гияс Шермухамедов хотел продолжать работать и для этого в 1992 году создал свою киностудию «Меросфильм» («Наследие»). Он занимался поиском спонсоров для съёмок, брал  кредиты в банках. Затем приступил к съёмкам исторической дилогии «Зов предков», повествующей о становлении государственности на территории Центральной Азии, о начале распространения на ней ислама. Режиссёр работал над сценарием в сотрудничестве с историками-учёными, перечитывал множество исторических архивных документов. Спонсорскую поддержку он нашёл в Алжире, где, кроме Узбекистана, также проходили съёмки этого фильма. Первый фильм дилогии «Великий Туран», а затем второй фильм дилогии «Согдиана» вышли в 1995 году.

## Сюжет
Фильм рассказывает о событиях VI века, происходивших на стыке трёх великих государств того времени — Тюркского Каганата, Византийской империи и персидского Государства Сасанидов. Повествование ведётся от лица купца Земарха из Согда — земли, волей судьбы оказавшейся на пересечении интересов трёх великих держав.

## В ролях
- Бекзод Мухаммадкаримов — Бектузун / Турксанф (близнецы, сыновья Истеми-кагана)
- Фатима Режаметова — Энесай
- Шухрат Иргашев — Земарх[7] (рассказчик, согдийский купец VI века)
- Махмуд Эсамбаев — Бильге-Оол
- Мухаммад-Али Махмадов — Хосров
- Карима Яхъяви — Шахр-Бану
- Игорь Дмитриев — Валентин